# Oninkriget
Ōninkriget (japanska: (応仁の乱,?, Ōnin-no-Ran) var ett inbördeskrig i Japan åren 1467-1477.
Kriget markerar den verkliga början på Sengoku-perioden, även om tecken på att den gamla ordningen var på väg att försvinna funnits långt tidigare. Kriget är uppkallat efter Ōninperioden då det startade. Det var ovanligt eftersom nästan alla strider ägde rum inne i Kyoto. Trots Ikki-upproren under de förra årtiondena var Kyoto fortfarande den mest storslagna staden i Japan. 

## Bakgrund
Ōnin-kriget började när shogun Yoshimasa, utnämnde sin bror Yoshimi till efterträdare. Han hämtade hem sin förvånade bror från kloster för att kunna genomföra detta. Ett år senare ändrade han sig då hans första son Yoshihisa föddes. Samtidigt hade Yamana- och Hosokawa-klanerna tillbringat år i luven på varandra och lagt sig i andras affärer med varierande framgång.
Med två potentiella shogun-kandidater, var det oundvikligt att familjerna valde att stödja olika sidor. Yamana Sozen som kallades för den röda munken på grund av sitt hemska temperament och sitt medlemskap i prästerskapet, stödde barnarvingen Yoshihisa. Hosokawa Katsumoto ställde sig bakom den nuvarande shogunens bror Yoshimi. Som grädde på moset var också de två klanledarna släkt med varandra, Yamana Sozen var svärfar till Hosokawa Katsumoto. 

## Kriget
De bägge sidorna samlade sina styrkor i Kyoto. Yamana hade 80 000 samurajer och andra soldater medan Hosokawa hade ungefär 85 000 man. Det är imponerande tal och visar på hur rikt Japan var vid denna tid. Om man jämför med europeiska arméer vid den här tiden är det mycket stora tal, speciellt som man tänker att detta handlar om klaner. Under Rosornas krig i England, ett inbördeskrig som pågick vid samma tid, räknade man med arméer om cirka 10-12 000 man på var sida.
Ingen sida ville dock vara den som startade striderna. De som gjorde det löpte risken att kallas rebell av det svaga shogunatet och den som var rebell skulle förlora sitt stöd. Men till slut blev spänningen för stor. Yamana hade ytterligare 20 000 man på väg till Kyoto och Hosokawas gods brann ned under mystiska omständigheter. Då Hosokawas trupper anföll Yamanas tross tog det inte lång stund innan riktiga strider bröt ut och två månader senare, i juli 1467, låg de norra delarna av Kyoto i ruiner. De bägge sidorna inledde ett ställningskrig bakom hastigt ihopbyggda barrikader där den ena attacken följdes av den andra. Civilbefolkningen flydde från Kyoto och arméerna tog över.
Kriget fortsatte och ingen sida kunde fundera ut ett sätt att komma till ett avgörande. Både Yamana Sozen och Hosokawa Katsumoto dog 1473 men kriget fortsatte. Slutligen började "rebellstämpeln" ge sig tillkänna och Yamana förlorade stöd och styrka. Ouchi Masahiro, en av Yamanas generaler, brände slutligen ned sin del av Kyoto och lämnade scenen. Detta hände 1477, ungefär tio år sedan kriget inletts. Kyoto var nu utplundrat och slödder intog staden för att roffa åt sig återstoden. Ingen av klanerna hade uppnått sitt mål, förutom att de dödat en del av sina fiender.

## Shogunens handlande
Under kriget gjorde shogunen absolut ingenting. Ashikaga Yoshimasa kan väl närmast beskrivas som en som hade rätt lite kontakt med verkligheten. Han verkade inte bry sig om vad som hände med Japan. Samtidigt som Kyoto ödelades tillbringade han tiden med att läsa poesi, ägna sig åt kultur och planera Ginkaku-ji, en silverpaviljong som skulle överträffa den guldpaviljong som hans farfar byggt.